# Broager (dokumentarfilm)
|  | Denne artikel er oprettet af botten Steenthbot ud fra en ekstern database. Den kan derfor have sproglige fejl eller mangler. Denne skabelon kan fjernes efter kontrol af indholdet. |

Broager er en dansk dokumentarisk optagelse fra 1930.

## Handling
Optagelser fra Lysabild og Broager på Als. Blandt andet afsløringen af mindesten for genforenngen og byfest i Lysabild 5. juni 1930 , arbejdet med kloakeringen af Broager og folkedans. Der er tale om meget fragmenterede optagelser, formentlig lavet af en amatørfotograf. Til slut en vand- og sneboldkamp.